# Науково-довідкова бібліотека державного архіву Тернопільської області
Науково-довідкова бібліотека державного архіву Тернопільської області — структурний підрозділ архіву. Діє від часу його створення 1939. Комплектували з бібліотек установ, відомств, навчальних закладів, монастирів, товариств, громадських організацій, а також публічних і приватних зібрань.
Під час 2-ї світ. війни нацисти знищили частину книжкового фонду. Нині у б-ці 40 тис. прим.: істор., краєзн., публіцист. літ-ра, статист. збірники, уряд. постанови та розпорядження, законодавча література австрійського, польського, російського і радянського періодів, енциклопедії, галузеві довідники, словники, газети та журнали 18-21 ст., видані українською та іноземними мовами.
У фонді — понад 200 рідкісних видань: першодруки, Біблії, істор. та правн. праці, богословські трактати, псалтирі 16-18 ст.
Від поч. 1990-х Б. формує відділ діаспорної літератури з Австралії, Аргентини, Великої Британії, Канади, Німеччини, Польщі, Франції, США, яку подарували В. Дідюк, П. Пундій, Р. Смик, Д. Штогрин, С. Ярмусь та ін.